# 离散正弦变换
離散正弦變換（DST for Discrete Sine Transform）是一種與傅立葉變換相關的變換，類似離散傅立葉變換，但是只用實數矩陣。離散正弦變換相當於長度約為它兩倍，一個實數且奇對稱輸入資料的的離散傅立葉變換的虛數部分（因為一個實奇輸入的傅立葉變換為純虛數奇對稱輸出）。有些變型裡將輸入或輸出移動半個取樣。
一種相關的變換是離散餘弦變換，相當於長度約為它兩倍，實偶函数的離散傅立葉變換。參考DCT本文有關邊界條件和不同的DCT和DST關聯的一般討論。

## 應用
離散正弦變換常被用來由譜方法解偏微分方程，這時候離散正弦變換的不同的變數對應著兩端不同的奇/偶邊界條件。

## 定義
形式上，離散正弦變換是一個線性的可逆函數{\displaystyle F:R^{N}\rightarrow R^{N}}，其中R為實數集，或等價的說是一個{\displaystyle N\times N} 方陣。離散正弦變換有幾種稍微不同定義的變形，皆根據以下公式之一把{\displaystyle N}個實數{\displaystyle x_{0},\ldots ,x_{N-1}}變換到另{\displaystyle N}個實數{\displaystyle X_{0},\ldots ,X_{N-1}}。

### DST-I
{\displaystyle X_{k}=\sum _{n=0}^{N-1}x_{n}\sin \left[{\frac {\pi }{N+1}}(n+1)(k+1)\right]\quad \quad k=0,\dots ,N-1}
一個DST-I矩陣為正交矩陣（差一個係數）。
{\displaystyle N=3}的實數abc的DST-I變換等價於8點實數0abc0(-c)(-b)(-a)（奇對稱）的DFT轉換，再除2（而DST-II~DST-IV等價於DFT有半個取樣的位移）。
因而DST-I對應的邊界條件是：{\displaystyle x_{n}}對{\displaystyle n=-1}奇對稱，也對{\displaystyle n=N}奇對稱；{\displaystyle X_{k}}也類似。

### DST-II
{\displaystyle X_{k}=\sum _{n=0}^{N-1}x_{n}\sin \left[{\frac {\pi }{N}}\left(n+{\frac {1}{2}}\right)(k+1)\right]\quad \quad k=0,\dots ,N-1}

### DST-III
{\displaystyle X_{k}={\frac {(-1)^{k}}{2}}x_{N-1}+\sum _{n=0}^{N-2}x_{n}\sin \left[{\frac {\pi }{N}}(n+1)\left(k+{\frac {1}{2}}\right)\right]\quad \quad k=0,\dots ,N-1}

### DST-IV
{\displaystyle X_{k}=\sum _{n=0}^{N-1}x_{n}\sin \left[{\frac {\pi }{N}}\left(n+{\frac {1}{2}}\right)\left(k+{\frac {1}{2}}\right)\right]\quad \quad k=0,\dots ,N-1}
一個DST-IV矩陣為正交矩陣（差一個係數）。

## 反變換
DST-I的反變換是把DST-I乘以{\displaystyle {\frac {1}{N+1}}}。
DST-IV的反變換是把DST-IV乘以{\displaystyle {\frac {2}{N}}}。
DST-II的反變換是把DST-III乘以{\displaystyle {\frac {2}{N}}}，反之亦然。
類似離散傅立葉變換，這些定義前面的歸一係數只是習慣，不同人有不同定義。例如有人在變換前面乘{\displaystyle {\sqrt {\frac {2}{N}}}}，使反變換和變換在形式上更相似，而不需另外的歸一係數。

## 外部連結
- 離散正弦變換 （页面存档备份，存于）